# 印度衛生與家庭福利部
印度衛生與家庭福利部（Ministry of Health and Family Welfare）是印度政府的一个部門，负责印度的卫生政策。它还负责印度所有与计划生育有关的政府项目。該部門成立於1976年。自1955年以来，该部通过印度药典委员会（Indian Pharmacopoeia Commission，IPC）定期出版印度药典，该委员会是一个为印度的药品、药品和医疗保健设备和技术制定标准的自治机构。